# Eccentric Deliquescence
Eccentric Deliquescence is het zevende muziekalbum van de Brit Marvin Ayres. Hij speelt zelf alle instrumenten: cello, viool, altviool en piano al dan niet elektronisch versterkt, en op een aantal tracks zingt hij. Het album is in 2006 en 2007 in Londen opgenomen. Alle nummers zijn van hem.

## Nummers
1. Androgynous weave (4:27)
2. Soured Alchemy (2:48)
3. I wish I was the sky (4:54)
4. Elegiac collage (6:00)
5. Forever is now (7:27)
6. The bark that is bearing (3:37)
7. Tail piece (3:40)
8. Do you hear me now? (3:02)
9. Harold (2:12)
10. Bitter beauty (4:40)
11. Insomnolence (2:56)
12. neurastenia (7:12)
13. Coiling Compotation (4:39)
14. Durdy (2:05)

- discogs.com. Marvin Ayres – Eccentric Deliquescence.